# Avanafil
 (mars 2013).
L’avanafil est un inhibiteur de la PDE-5 utilisé pour le traitement de l’impuissance sexuelle.
L’avanafil est connu sous le nom commercial Stendra (en France sous le nom de Spedra) et a été développé par Vivus Inc. L’avantage de l’avanafil est que le début de l’action est très rapide comparé aux autres inhibiteurs de la phosphodiestérase,.

## Synthèse
L’avanafil peut être synthétisé d’un dérivé de benzylamine et d’un dérivé de pyrimidine :

## Mode d'action
Comme le sildénafil (Viagra), le tadalafil (Cialis) et le vardénafil (Levitra), l'avanafil bloque la dégradation enzymatique de la guanosine monophosphate cyclique au niveau des corps caverneux et induit une relaxation des fibres musculaires lisses avec vasodilatation pénienne.

## Indication
Le 27 avril 2012, la Food and Drug Administration (FDA) approuve l'avanafil comme traitement des dysfonctions érectiles. Le 21 juin 2013, c'est au tour de l'Agence Européenne des médicaments d'autoriser l'usage de l'avanafil pour l'Europe.
Il est commercialisé sous le nom de Spedra en France par les laboratoires Menarini depuis le 7 avril 2014.